# Дочери Марии Помощницы Христиан

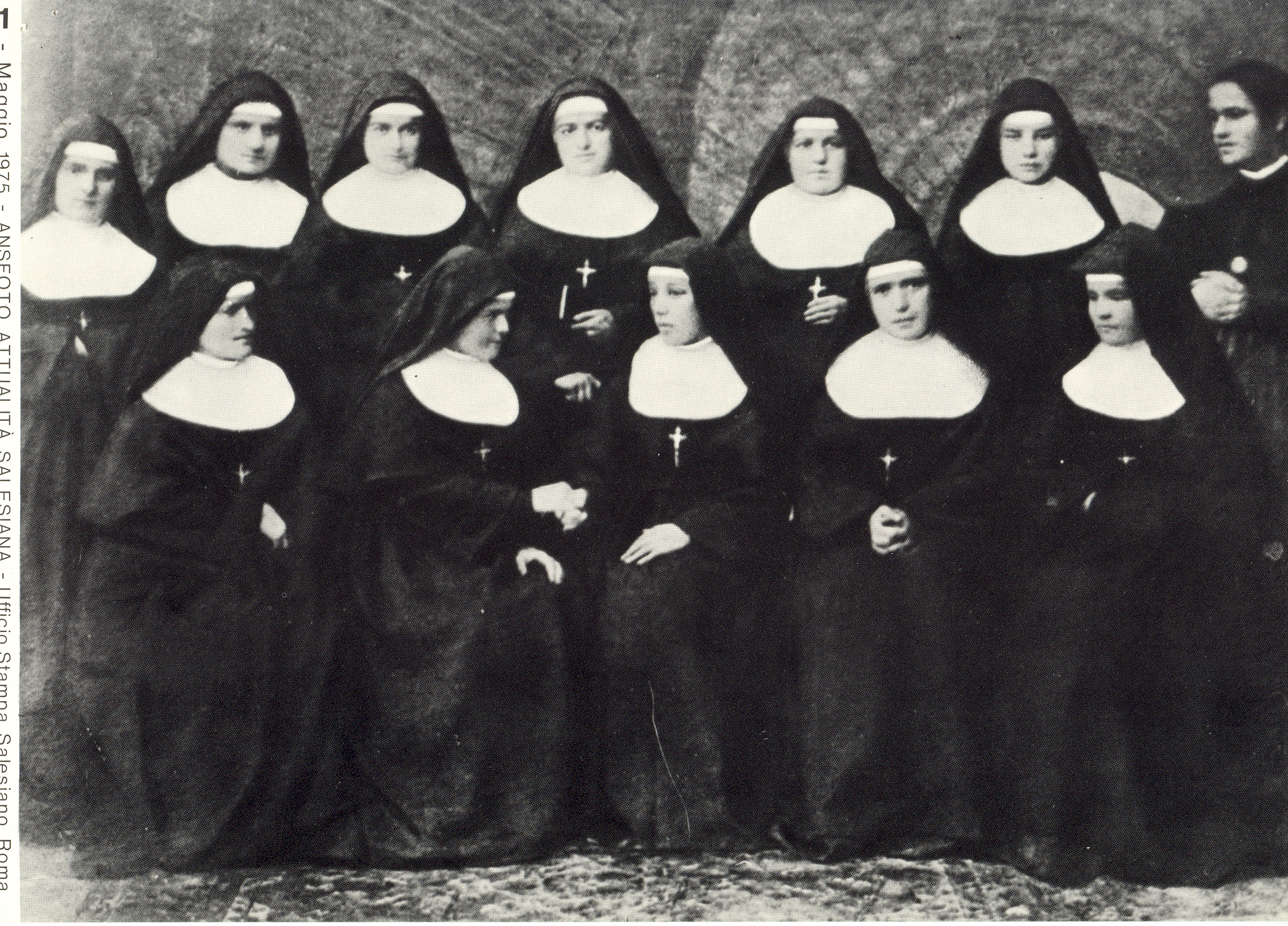
Монахини из конгрегации «Дочери Марии Помощницы Христиан»

До́чери Мари́и Помо́щницы Христиа́н, (итал.  Figlie di Maria Ausiliatrice, FMA, входит в состав Салезианской семьи, «сёстры-салезианки») — католическая женская монашеская конгрегация понтификального права, основанная св. Марией Доменикой Мадзерелло и св. Иоанном Боско 5 августа 1872 года в Морнезе (Италия). Конгрегация названа в честь Девы Марии, чьи «дочери» (монахини) желали и желают стать живым воплощением преданности и веры.
Покровителями являются св. Иоанн Боско, Дева Мария Помощница Христиан, св. Мария Доменика Мадзерелло, св. Иосиф, св. Франциск Сальский и Тереза Авильская

## История
Мария Мадзерелло в возрасте 17-ти лет вступает в общество Дочерей Непорочной (общество Пречистой Девы Марии), которым руководил её духовный наставник, святой отец Доменико Пестарино. Целью этого общества, в котором состояли девушки из окрестных селений Морнезе, была забота о детях, в особенности о девочках, в то время так нуждавшихся в заботе и получении образования (в ту пору девушек не допускали к занятиям в школе).
7 октября 1867 года: дон Боско встречается в Морнезе с Марией Доменикой Мадзарелло.
5 августа 1872 года: официально возникает конгрегация, куда входили 11 сестер, давших обет, и 4 новиции. Основали конгрегацию дон Иоанн Боско и Мария Мадзерелло, которая и стала первой настоятельницей созданного института. Дон Боско назвал институт «Дочерьми Марии Помощницы Христиан».
14 ноября 1877 года: монахини конгрегации отправились в миссию в Уругвай
14 мая 1881 года: Мария Мадзерелло умирает в возрасте 44 лет. Конгрегация насчитывает 166 сестёр и около 50 новиций, проживающих в 26 обителях в 4 странах.
31 января 1888 года: Смерть дона Боско. Конгрегация Дочерей Марии Помощницы Христиан насчитывает 389 монахинь и 99 новиций в 50-ти обителях (в трех европейских и двух южноамериканских странах).
24 июня 1951 года: св. Мария Доменика Мадзерелло, соосновательница конгрегации, канонизирована.

## Настоящее время
По данным на 31 декабря 2001 года в конгрегации насчитывалось:
- Монахинь — 15 308 человек
- Обителей (центров) — 1559 в 89 странах мира

## Миссия
Цель существования конгрегации — воспитание и образование детей, в особенности девушек, в стиле св. дона Боско, который, так же как и св. Мария Доменика Мадзерелло, посвятил свою жизнь евангелизации и заботе о детях и молодёжи.
Воспитание молодой женщины — вот чем, в основном, занимается FMA в различных странах.
Миссионерский аспект — «проявление бдительного внимания к требованиям времени и нуждам местной церкви».
Так как монахини FMA включаются в пастырские и социальные организмы рядом с мирянами, они помогают решать ряд социальных проблем.
Миссия FMA выражается:
- в оратории — молодёжных центрах;
- в катехизации;
- в курсах по подготовке к профессиональному труду;
- в работе в школах и ВУЗ’ах всех ступеней и видов;
- в апостольской деятельности (работа и сотрудничество со СМИ, издание культурных публикаций и т. п.)
- в миссионерской деятельности (работа среди населения, не знакомого с христианством, при этом уделяется огромное внимание детям и женщине).

Опыт св. дона Боско с видимым влиянием св. Марии Мадзерелло, направлен на детей и молодёжь (в особенности — на девушек):
- в мистическом аспекте: жизнь в живой, простой и радостной вере;
- в аскетическом аспекте: разрыв с мирским мировоззрением, бедность, послушание, целомудрие;
- в апостольском, культурном и церковном аспекте: образование, воспитание, катехизация, евангелизация и забота о детях и молодёжи.

Девиз конгрегации — такой же, как у Салезианцев Дона Боско, SDB: лат.  Da mihi animas, catera tolle («Даруй мне души, остальное возьми себе»)

## Конгрегация и Салезианская семья
Так как Дочери Марии Помощницы Христиан являются членами Салезианской семьи, то генеральный настоятель главной конгрегации в этой семье — конгрегации Салезианцев — выполняет роль апостольского делегата конгрегации, является её вдохновителем и центром единства. Конгрегация отвечает этому единству, «с признательным трудолюбием принимая его указания», однако сохраняя полную самостоятельность (в соответствии с Распоряжением Святого Престола от 1906 года).
Институт активно сотрудничает с другими группами Салезианской семьи.

## Организация
Основным ядром является община, которую возглавляет директриса и её совет. Несколько общин, расположенных на одной территории, образуют Область, во главе которой стоит областная настоятельница и её совет. Все области вместе образуют институт (конгрегацию), возглавляемый генеральной настоятельницей, которой помогает генеральный совет.
В Конгрегацию принимают после периода ознакомления по окончании 2-х лет новициата.

## Галерея

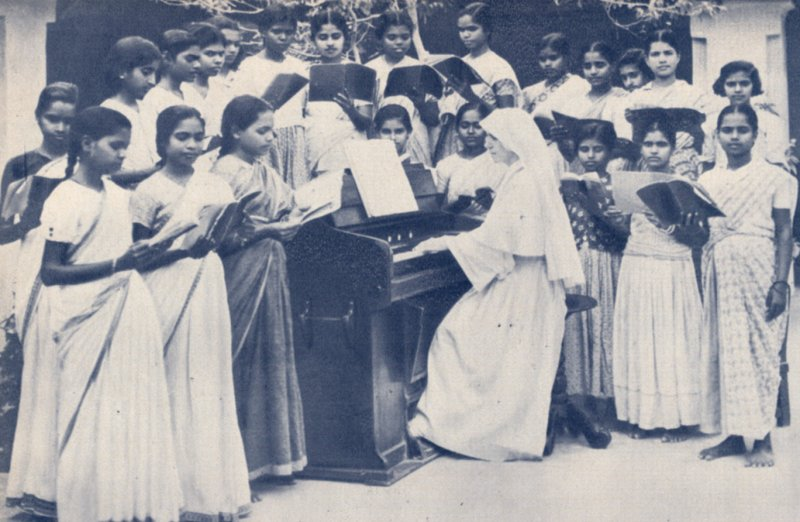
Сестры-салезианки обучают детей музыке в Индии
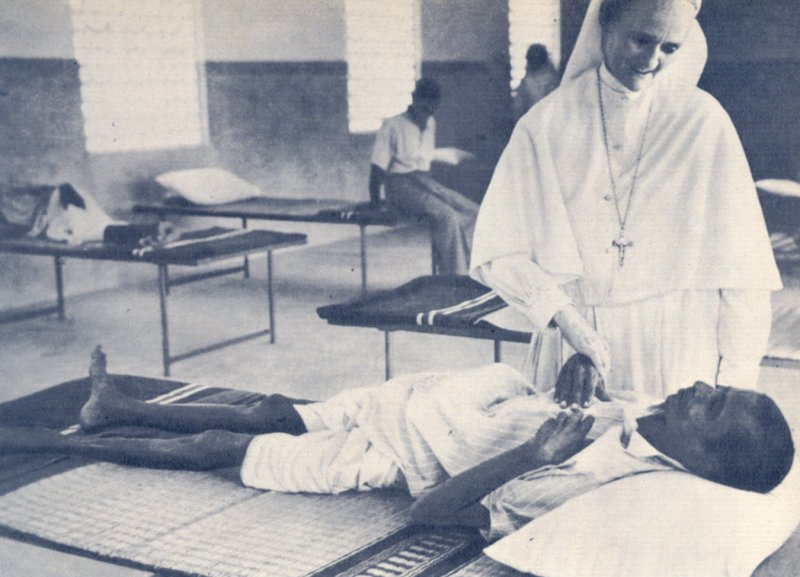
FMA ухаживают за больными в Индии
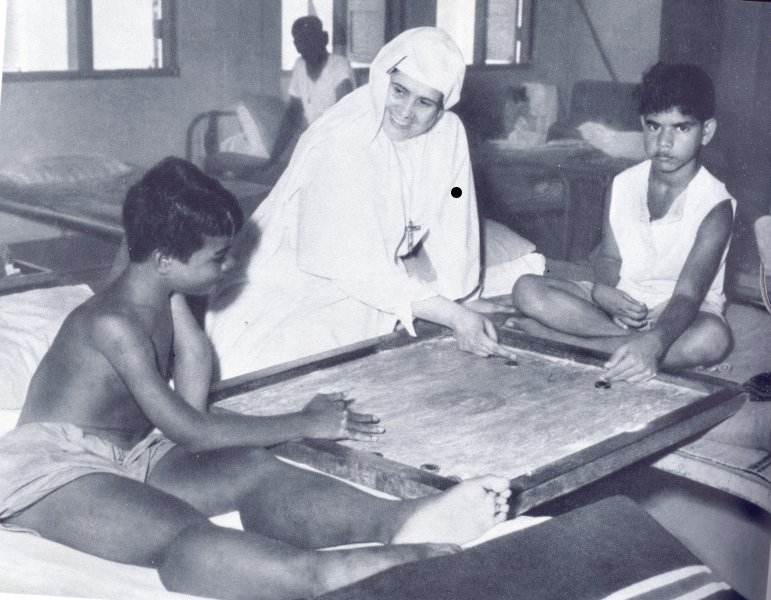
Сестры играют с детьми